# Kanamycine
Die Kanamycine sind eine Gruppe strukturell eng verwandter Glycoside mit antibiotischer Wirkung. In allen Fällen ist das 2-Desoxystreptamin (mittlerer Teil in der Struktur) glycosidisch über die 4-OH-Gruppe an ein 3-D-Glucosaminderivat verknüpft.

## Eigenschaften
Kanamycine sind basische, stark polare Oligosaccharide. Sie sind farblos,  wasserlöslich und im pH-Bereich von 2,2–10,0 lösungsstabil.
| Gefahrensymbol |

| keine GHS-Piktogramme |

| keine Einstufung verfügbar |

| keine GHS-Piktogramme |

| keine Einstufung verfügbar |

## Gewinnung und Verwendung
Kanamycin wird aus Streptomyces kanamyceticus gewonnen und existiert in den strukturell sehr ähnlichen Homologen A, B und C. Kanamycin A (kurz auch nur Kanamycin) und Kanamycin B (Bekanamycin) werden zur lokalen Behandlung bakterieller Infektionen des Auges (z. B. bei einer Bindehautentzündung) eingesetzt.
Tobramycin (3'-Desoxykanamycin B) ist strukturell eng mit den Kanamycinen verwandt. Es kann aus Kanamycin B synthetisiert oder alternativ aus Fermentationslösungen von Streptomyces tenebarius gewonnen werden.
Dibekacin (3',4'-Didesoxykanamycin B) ist in Form seines Sulfatsalzes in Japan unter dem Handelsnamen Panimycin zugelassen zur systemischen Behandlung bei verschiedenen Infektionen etwa der Haut, der Atemwege, der Harnwege und des Mittelohrs. Amikacin ist ein halbsynthetischer Abkömmling des Kanamycins A, bei dem die Aminogruppe am C-1 des 2-Desoxystreptamins durch eine 4-Amino-2-hydroxybuttersäure ersetzt ist.

## Wirkungsweise
Kanamycine durchdringen die bakterielle Zellmembran durch passive Diffusion oder durch (sauerstoffabhängigen) aktiven Transport. Sie lagern sich an die 30S-Untereinheit membranassoziierter Ribosomen an und hemmen damit die bakterielle Proteinsynthese.

## Analytik
Zur Bestimmung eignet sich nach entsprechender Probenvorbereitung die Kopplung der HPLC mit der Massenspektrometrie. Auch Immunassays können eingesetzt werden.